# Zaległy urlop
Zaległy urlop – polski film obyczajowy z 1978 roku.

## Obsada
- Zofia Mrozowska - Maria
- Jerzy Bińczycki - Kazimierz, przyjaciel Marii
- Aleksandra Leszczyńska - matka Marii
- Jerzy Kamas - dyrektor
- Marian Opania - inżynier Dybczak
- Andrzej Zaorski - inżynier Fąfara ze zjednoczenia
- Krystyna Kołodziejczyk - Alina
- Piotr Fronczewski - nowy dyrektor
- Maria Czubasiewicz - sekretarka dyrektora
- Jerzy Kaliszewski - dyrektor zjednoczenia
- Stanisław Górka - Tomek, syn Kazimierza
- Bronisław Surmiak - działacz spotkany na koncercie
- Lech Sołuba - sekretarz działacza
- Witold Dębicki - projektant
- Emilian Kamiński - projektant
- Zbigniew Korepta - projektant
- Wojciech Machnicki - projektant
- Ewa Smolińska - projektantka
- Grzegorz Wons - projektant
- Krzysztof Zaleski - lekarz